# Brovida
Brovida è una frazione del comune di Dego, in provincia di Savona. Fino al 1929 fu comune autonomo.

## Storia
L'abitato frazionario di Brovida è situato nella zona occidentale del tettorio comunale deghese, alle pendici della vallata del fiume Bormida di Spigno.
Come altri luoghi e località componenti oggi il comune di Dego anche Brovida fu sottoposta dal 967 nella marca Aleramica e dal 1091 quale possedimento di Bonifacio del Vasto. Fu anche alle dirette dipendenze del vescovo di Savona, dell'abbazia di San Quintino di Spigno Monferrato e poi della diocesi di Acqui.
Il territorio passò quindi ai marchesi Del Carretto nel XIII secolo. Passò quindi alla famiglia astigiana Scarampi nel 1339, ancora ai Del Carretto (1350) e inglobato tra i possedimenti del Marchesato del Monferrato a partire dal 1419.
Facente parte del Regno di Sardegna dal 1735, la comunità di Brovida fu inserita nella provincia di Mondovì. Con il Primo Impero francese, nel 1805, passò nel dipartimento della Stura.
Inglobato nel 1815 nel Regno di Sardegna, così come stabilito dal Congresso di Vienna del 1814, con il passaggio al Regno d'Italia, dal 1859 il territorio fu compreso nel IV mandamento di Cairo del circondario di Savona facente parte della provincia di Genova. Passato nella provincia di Savona con la sua istituzione, al 1929 risale la soppressione del comune di Brovida con la divisione dell'ex territorio comunale tra i comuni di Dego, Cairo Montenotte e Piana Crixia.

## Monumenti e luoghi d'interesse

### Architetture religiose
- Chiesa parrocchiale di San Massimo.
- Oratorio di San Maurizio, del XVII secolo.